# Aeroportul Municipal Brawley
Aeroportul Municipal Brawley (IATA: BWC, ICAO: KBWC, FAA LID: BWC) este un aeroport din California, Statele Unite ale Americii.
Situat la o altitudine de −12 m, aeroportul dispune de 1 pistă. Este operat de Brawley⁠(d).

## Infrastructură

### Piste
Aeroportul dispune de o singură pistă. Pista 8/26 are suprafața de asfalt și dimensiunile 4.166 picioare × 60 picioare. 